# گرگوار کولین
گرگوار کولین (انگلیسی: Grégoire Colin؛ زادهٔ ۲۵ ژوئیهٔ ۱۹۷۵) بازیگر، فیلم‌سازی اهل فرانسه است. وی از سال ۱۹۹۰ میلادی تاکنون مشغول فعالیت بوده‌است.
از فیلم‌ها یا برنامه‌های تلویزیونی که وی در آن نقش داشته‌است می‌توان به اُلیویه، اُلیویه''سکس کمدی است، ملکه مارگو، پیش از باران، کار نیکو، زندگی خیالی فرشتگان، ۳۵ پیک رام، آگوستین، مزاحم، شاده، فول کنتاکت، باربارا، و زمانی که باد آرام بگیرد اشاره کرد.